# Xanthomyria spinosa
La xantomiria (Xanthomyria spinosa) è un artropode estinto, forse imparentato con i millepiedi, i cui resti fossili sono stati ritrovati in Siberia in strati del Cambriano superiore (circa 500 milioni di anni fa).

## Descrizione
Di questo animale sono noti solo due esemplari, costituiti da segmenti corporei allungati ma privi della regione della testa, mentre la coda è nota solo in uno dei due fossili. Il corpo era costituito da almeno 34  segmenti (tergiti) a struttura calcarea, dotate di quattro tubercoli ciascuna e di una coppia di spine allungate. La coda era costituita da una piccola placca. È probabile che Xanthomyria fosse un animale marino che strisciava sul fondale, cibandosi di detriti o di piccoli organismi. L'animale intero doveva superare i sei centimetri di lunghezza.

## Classificazione
Le caratteristiche tergiti richiamano molto da vicino le analoghe strutture di artropodi del Carbonifero, come i grandi Euphoberia e Acantherpestes, sicuramente appartenenti ai miriapodi (il gruppo a cui vengono ascritti i millepiedi). Se così fosse, Xanthomyria sarebbe il più antico rappresentante di questo gruppo. In mancanza della regione della testa nella conservazione fossile, tuttavia, è difficile stabilire una classificazione certa: può darsi che la xantomiria, insieme ad altri artropodi cambriani poco noti (come Cambropodus, Serracaris e Pseudoiulia), fosse un rappresentante di un taxon di artropodi primitivi non ancora descritto, i quali svilupparono una morfologia quasi identica a quella dei millepiedi in modo del tutto indipendente.

## Significato del nome
Il nome del genere, Xanthomyria, deriva dal greco xanthos (colorato) e myria (molteplice), a causa della colorazione bruno giallastra degli esemplari e della loro natura multisegmentata. L'epiteto specifico, spinosa, si riferisce alle lunghe spine che si trovavano ai fianchi delle tergiti.